# تحالف العناية المستمرة
تحالف Care Continuum Alliance (المعروف سابقًا باسم DMAA: The Contin Continuum Alliance [1]) هو رابطة التجارة من الشركات والأفراد «تعزز دور تحسين صحة السكان في رفع جودة الرعاية وتحسين النتائج الصحية وخفض تكاليف رعاية صحية التي يمكن الوقاية منها.  للأفراد المصابين بأمراض مزمن (طب) والمعرضين لخطر الإصابة بأمراض مزمنة». [2]  وهو يدعم «خدمات الرعاية المستمرة» مثل «تعزيز الصحة والعافية، وإدارة المرض، وتنسيق الرعاية» عن طريق «الدعوة، والبحث، وتعزيز أفضل ممارسة في إدارة الرعاية المزمنة».

## الهيكل الحالي
تحالف Care Continuum "يمثل أكثر من 200 من أصحاب المصلحة. من الشركات والأفراد". تشمل فئات العضوية:
منظمات إدارة صحة السكان (على سبيل المثال، منظمات تعزيز الصحة والعافية؛ منظمات إدارة الأمراض والرعاية؛ العناية المنزلية، دار التمريض ورعاية المسنين؛ منظمات صحة نفسية؛ منظمات الأدوية أو التكنولوجيا الحيوية؛ شركات تقنية المعلومات في الصحة؛ إدارة فوائد الصيدلة؛ ومسؤول طرف ثالث
الخطط الصحية وأنظمة التوصيل المتكاملة (على سبيل المثال، سياسة صحية، منظمة الصحة الصيانة، منظمة المزود المفضل، خطط ميزة الرعاية الطبية، خطط ميديكيد)
مجموعات الأطباء والمستشفيات
المنظمات الشريكة
منظمة دولية
والأفراد (على سبيل المثال، الموظفون الحكوميون واأكاديمية والمهنيون الصحيون المساعدون والطلاب بدوام كامل)
ويدير تحالف Care Continuum Alliance مجلس إدارة وهيكل من اللجان واللجان الفرعية ومجموعات العمل. تحتفظ المنظمة بموظفين محترفين في واشنطن العاصمة لأداء الإدارة اليومية. في عام 2008، أفاد تحالف Care Continuum Alliance أنه دفع 80 ألف دولار في نفقات الضغط إلى سونينشين ناث وروزنتال.] 

## التاريخ
تم تشكيل المنظمة في مارس 1999 باسم جمعية إدارة الأمراض الأمريكية (DMAA). كان هدفها المعلن «تثقيف صناعة الرعاية الصحية والحكومة وأرباب العمل والجمهور العام حول الدور الهام الذي تلعبه برامج إدارة المرض في تحسين جودة الرعاية الصحية ونتائجها للأشخاص الذين يعانون من حالات مزمنة». كان أول رئيس للمنظمة هو لويس، الذي وصف «الاتجاه الذي لا رجعة فيه نحو مزيد من إدارة الأمراض» ولكن مع بعض الحواجز مثل قوانين الخصوصية بالولاية.
في أوائل عام 2003، استأجر تحالف Care Continuum Alliance بيكر دونيلسون وبيرمان وكالدويل وبركويتز للدفاع عن مصالحها في الفروع التنفيذية والتشريعية الأمريكية. وُصف قانون العقاقير الطبية والتحسين والتحديث الذي صدر في وقت لاحق من ذلك العام بأنه «انتصار كبير» لتحالف Care Continuum والشركة، من حيث أن القانون «يصرح بدفع مقابل الخدمات التي تقدمها [أي، أعضاء التحالف] للأشخاص الذين يعانون من أمراض مزمنة».
في ديسمبر 2006، تغير عنوان المنصب الأعلى لمجلس الإدارة من «رئيس» إلى «رئيس»، وتغير لقب رئيس هيئة الأركان من «المدير التنفيذي» إلى «الرئيس والمدير التنفيذي (الرئيس التنفيذي)». تم نقل تريسي مورهيد، الرئيس والرئيس التنفيذي الحالي، في نشرات الأخبار المتعلقة ليس فقط بتحالف Care Continuum Alliance ولكن أيضًا للحالات المزمنة بشكل عام.
كجزء من تغيير العلامة التجارية لمدة ثلاث سنوات إلى اسمها الحالي، أعلنت المنظمة عن تغيير انتقالي في الاسم ("DMAA: The Contin Continuum Alliance") ومهمة جديدة في سبتمبر 2007 لتعكس التوسع بين عضويتها في الخدمات والمنتجات على طول كامل استمرارية الرعاية - من العافية في مكان العمل وطب وقائي إلى إدارة المرض والتدخلات الأكثر تعقيدًا.
وفي عام 2007 أيضًا، أعاد تحالف Care Continuum Alliance تحديد هذا التركيز الموسع للرعاية باعتباره «تحسين صحة السكان» ونشر «نموذج تحسين صحة السكان»  لتوثيق التغيير.
)